# 拉戈利
拉戈利（義大利語：Ragoli），是意大利特伦托自治省的一个市镇。总面积64平方公里，人口786人，人口密度12.3人/平方公里（2009年）。ISTAT代码为022151。

## 友好城市
- 匈牙利陶利安德勒格德 2005年